# 目梨郡
- 令制国一覧 > 北海道 (令制) > 根室国 > 目梨郡
- 日本 > 北海道 > 根室振興局 > 目梨郡

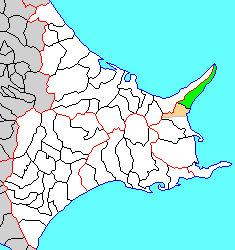
北海道目梨郡の位置（緑：羅臼町 薄黄：後に他郡に編入した区域）

目梨郡（めなしぐん）は、北海道（根室国）根室振興局の郡。
人口4,182人、面積397.72km²、人口密度10.5人/km²。（2025年6月30日、住民基本台帳人口）
以下の1町を含む。
- 羅臼町（らうすちょう）

## 郡域
1879年（明治12年）に行政区画として発足した当時の郡域は、上記1町に標津郡標津町の一部（崎無異・薫別・古多糠・忠類）を加えた区域にあたる。

## 名称の由来
アイヌ語に由来する。由来となったアイヌ語の「メナㇱ（menas）」には「東」「東風」の2つの意があり、そのどちらであるかははっきりしていない。アイヌ語研究者の山田秀三は「東（の土地）」の意と解釈するにとどめている。
なお、もともとは現在の目梨郡のほか、現在の標津付近を含む地方名だった。

## 歴史

### 郡発足までの沿革
江戸時代の目梨郡域は、松前藩によって開かれたネモロ場所に含まれた。松前藩の「新羅之記録」によると、元和元年から元和7年頃、メナシ地方の蝦夷（アイヌ）が、100隻近い舟に鷲の羽やラッコの毛皮などを積み、松前で交易したと記録されている。寛政元年、蝦夷の人々が蜂起したクナシリ・メナシの戦い（寛政蝦夷蜂起）が勃発、メナシ地方でも多数の和人が殺害される。同年、羅臼温泉が発見された。
江戸時代後期、目梨郡域は東蝦夷地に属していた。南下政策を強力に進めるロシアの脅威に備え寛政11年目梨郡域は天領とされた。文政4年に一旦松前藩領に復したものの、安政2年再び天領となり会津藩が警固をおこなった。また、羅臼神社の創立は安政年間と伝わる。安政3 - 4年ころ知床半島硫黄山の噴火があった。安政6年の6藩分領以降は会津藩領となった。戊辰戦争（箱館戦争）終結直後の1869年、大宝律令の国郡里制を踏襲して目梨郡が置かれた。

### 郡発足以降の沿革
- 明治2年

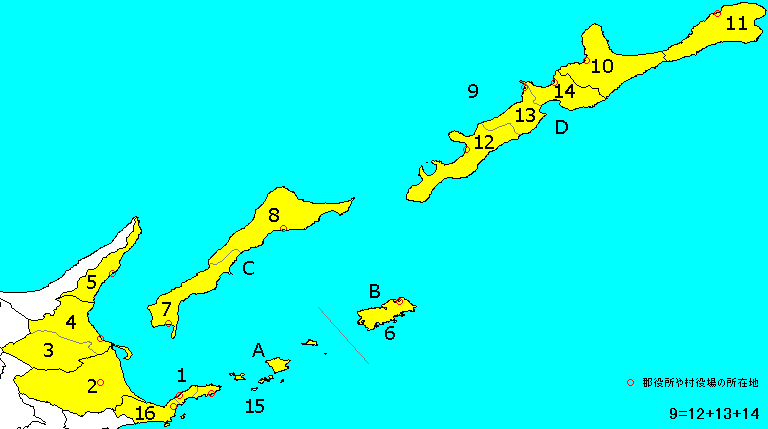
根室国の市町村（5.羅臼町＝目梨郡）

  - 8月15日（1869年9月20日） - 北海道で国郡里制が施行され、根室国および目梨郡が設置される。開拓使が管轄。
  - 8月28日（1869年10月3日） - 熊本藩の領地となる（北海道の分領支配）。
- 明治4年
  - 3月14日（1871年4月14日） - 再び開拓使の管轄となる。
  - 5月12日（1871年6月10日） - 仙台藩の領地となる（同上）。
  - 8月20日（1871年10月4日） - 廃藩置県により再び開拓使の管轄となる。
- 明治5年
  - 4月9日（1872年5月15日） - 全国一律に戸長・副戸長を設置（大区小区制）。
  - 10月10日（1872年11月10日） - 4月に設置された区を大区と改称し、その下に旧来の町村をいくつかまとめて小区を設置（大区小区制）。
- 明治9年（1876年）9月 - 従来開拓使において随意定めた大小区画を廃し、新たに全道を30の大区に分ち、大区の下に166の小区を設けた。

- 第25大区
  - 5小区 ： 忠類村、薫別村、崎無異村、植別村

- 明治12年（1879年）7月23日 - 郡区町村編制法の北海道での施行により、行政区画としての目梨郡が発足。
- 明治13年（1880年）7月 - 根室郡外八郡役所（根室花咲野付標津目梨国後得撫新知占守郡役所）の管轄となる。
- 明治15年（1882年）2月8日 - 廃使置県により根室県の管轄となる。
- 明治18年（1885年）1月 - 根室郡外九郡役所（根室花咲野付標津目梨国後得撫新知占守色丹郡役所）の管轄となる。
- 明治19年（1886年）
  - 1月26日 - 廃県置庁により北海道庁根室支庁の管轄となる。
  - 2月 - 根室支庁が廃止。
- 明治30年（1897年）11月5日 - 郡役所が廃止され、根室支庁の管轄となる。
- 大正12年（1923年）4月1日
  - 北海道二級町村制の施行により、植別村（二級村、単独村制）が発足。（1村）
  - 忠類村・薫別村・崎無異村が標津郡標津村の一部となる。
- 昭和5年（1930年）7月1日 - 植別村が改称して羅臼村（二級村）となる。
- 昭和18年（1943年）6月1日 - 北海道一・二級町村制が廃止され、北海道で町村制を施行。二級町村は指定町村となる。
- 昭和21年（1946年）10月5日 - 指定町村を廃止。
- 昭和22年（1947年）5月3日 - 地方自治法の施行により北海道根室支庁の管轄となる。
- 昭和36年（1961年）8月1日 - 羅臼村が町制を施行して羅臼町となる。（1町）
- 平成22年（2010年）4月1日 - 根室支庁が廃止され、根室振興局の管轄となる。

## 行政
特記なき場合『根室・千島歴史人名事典』による。
根室郡外八郡長
| 代 | 氏名     | 就任年月日                | 退任年月日         | 備考                         |
| -- | -------- | ------------------------- | ------------------ | ---------------------------- |
| 1  | 和田正苗 | 明治13年（1880年）7月15日 | 明治18年（1885年） | 花咲郡の一部から色丹郡が分立 |

根室郡外九郡長
| 代 | 氏名     | 就任年月日                 | 退任年月日                | 備考                                   |
| -- | -------- | -------------------------- | ------------------------- | -------------------------------------- |
| 1  | 松下兼清 | 明治18年（1885年）         | 明治19年（1886年）        |                                        |
| 2  | 広田千秋 | 明治19年（1886年）12月     | 明治22年（1889年）        |                                        |
| 3  | 細川碧   | 明治22年（1889年）7月      | 明治23年（1890年）7月     |                                        |
| 4  | 高岡直吉 | 明治23年（1890年）8月11日  | 明治28年（1895年）12月3日 |                                        |
| 5  | 林悦郎   | 明治28年（1895年）12月18日 | 明治30年（1897年）11月5日 | 根室郡外九郡役所を廃し根室支庁を置く。 |